# Meromyza quadrimaculata
Meromyza quadrimaculata är en tvåvingeart som beskrevs av Lidia Ivanovna Fedoseeva 1961. Meromyza quadrimaculata ingår i släktet Meromyza och familjen fritflugor. Inga underarter finns listade i Catalogue of Life.